# 国立市議会
国立市議会（くにたちしぎかい）は、東京都国立市に設置されている地方議会である。

## 概要
- 定数：21人
- 任期：2023年5月1日 - 2027年4月30日[1]
- 選挙区：市全体を1選挙区とする大選挙区制（単記非移譲式）
- 議長：高柳貴美代（自由民主党）
- 副議長：青木淳子（公明党）

## 会派
| 会派名             | 議席数 | 党派                                            | 議員名（◎は代表者）                               | 女性議員数 | 女性議員の比率(%) |
| ------------------ | ------ | ----------------------------------------------- | ------------------------------------------------- | ---------- | ----------------- |
| 自由民主党         | 5      | 自由民主党                                      | ◎石井伸之、青木健、遠藤直弘、高柳貴美代、大谷俊樹 | 1          | 20                |
| 社民・ネット・風   | 4      | 国立・生活者ネットワーク2、社会民主党1、無所属1 | ◎藤田貴裕、関口博、古濱薫、中谷絢子               | 2          | 50                |
| 公明党             | 3      | 公明党                                          | ◎香西貴弘、青木淳子、山口智之                     | 1          | 33.33             |
| 日本共産党         | 2      | 日本共産党                                      | ◎住友珠美、矢部新                                 | 1          | 50                |
| 新しい議会         | 2      | 無所属                                          | ◎藤江竜三、石井めぐみ                             | 1          | 50                |
| 日本維新の会       | 1      | 日本維新の会                                    | 中川貴大                                          | 0          | 0                 |
| 立憲民主党         | 1      | 立憲民主党                                      | 稗田美菜子                                        | 1          | 100               |
| こぶしの木         | 1      | 無所属                                          | 上村和子                                          | 0          | 0                 |
| みらいのくにたち   | 1      | 無所属                                          | 望月健一                                          | 0          | 0                 |
| 耕す未来＠くにたち | 1      | 無所属                                          | 小川宏美                                          | 1          | 100               |
| 計                 | 21     |                                                 |                                                   | 8          | 38.1              |

（2023年5月16日現在）

## 議員報酬等
| 役職   | 報酬            | 政務活動費 |
| ------ | --------------- | ---------- |
| 議長   | 月額 57万5000円 | 月額 1万円 |
| 副議長 | 月額 51万5000円 | 月額 1万円 |
| 議員   | 月額 49万0000円 | 月額 1万円 |

※別途、年2回期末手当あり

## 市政における不祥事
- 2016年から2017年の間に、石塚陽一市議（自由民主党）が、石塚が市の女性職員を食事会に招き、肩に手を回したり「結婚する意思はあるか。あるなら紹介するよ」と持ち掛けていた。2017年5月、石塚への聴取を行った結果、一連の行為をセクハラ行為と認め、辞職勧告決議案を出す方針を固めた。しかし、石塚は決議案の前に辞職届を提出し、辞職した。その後、2019年4月の市議選に無所属で出馬し、当選。6月25日、市議会は石塚に対して辞職勧告を決議した[5]。